# Aphis tsujii
Aphis tsujii är en insektsart. Aphis tsujii ingår i släktet Aphis och familjen långrörsbladlöss. Inga underarter finns listade i Catalogue of Life.